# Михайлюк Андрій Семенович
Андрій Семенович Михайлюк (30 листопада 1911, Германівка (Назва за більшовиків — Красне-2 (1946–1987)) Обухівського району) на Київщині  — 24 жовтня 1937, Київ) — український радянський поет, перекладач Розстріляного відродження.

## Біографічні відомості
Михайлюк Андрій Семенович народився 1911 року в с. Германівка Обухівського району на Київщині в селянській сім'ї.
1929 р. поступив у Київський електромеханічний технікум. Тоді ж виявив нахил до літературної творчості.

## Творчість
Перший свій вірш за рекомендацією Ґео Шкурупія опублікував у журналі «Нова генерація». У 1930 р. переїхав до Харкова, де працював у виїзній редакції «Вістей» («Вісті ВУЦИК»). В 1934 році переїхав до Києва.
Андрій Михайлюк — автор збірок «Вірші» (1932), «Кінець ідилії» (1933), «Сонячний день» (1936). Переклав українською мовою поему М. Некрасова «Кому на Русі жити добре?». Належав до літературної організації «Нова генерація».

## Репресії
Заарештовано Михайлюка 11 вересня 1937 року. Два нічні допити, дві очні ставки (з Михайлем Семенком, котрий нібито передав заарештованому бомбу для здійснення терористичної акції, та рідним братом, у якого та бомба нібито зберігалась) і обвинувальний висновок, який склав начальник відділення УДБ НКВС УРСР лейтенант Держбезпеки Рєзников, а затвердив помічник начальника IV відділу УДБ НКВС УРСР Хатеневер. У ньому, зокрема, зазначалося, що Андрій Михайлюк «…був учасником контрреволюційної української націоналістично-терористичної організації, яка ставила своєю метою збройне повалення Радянської влади в Україні і встановлення фашистського ладу»; що він «…одержав завдання особисто здійснити терористичний акт над керівниками ЦК КП(б)У і Радянського уряду 1 травня 1937 р.».
23 жовтня 1937 р. на закритому засіданні Військова колегія Верховного Суду СРСР засудила поета до розстрілу.
Вирок виконано в Києві 24 жовтня 1937 р.

## Цитата із «Сталінських списків»
«Михайлюк Андрей Семенович
21.10.37 Украинская ССР, Центральный аппарат УГБ НКВД УССР Кат.1»
«Сталин, Молотов, Каганович, Ворошилов, Микоян».

## Реабілітація
22 жовтня 1957 р. Військова колегія Верховного Суду СРСР скасувала ухвалу щодо А. С. Михайлюка від 23 жовтня 1937 р. і справу про нього припинила за відсутністю складу злочину.
Андрій Михайлюк реабілітований посмертно.